# Winchelsea
Winchelsea è un paese dell'East Sussex, in Inghilterra. Si trova nella parrocchia civile di Icklesham.